# Enrique Cerezo Senís
Enrique Cerezo Senís (València, 2 de juny de 1908 - Mèxic, 8 de novembre de 1985) fou un advocat i polític socialista valencià, diputat a les Corts Espanyoles durant la Segona República.

## Biografia
Militant de les Joventuts Socialistes d'Espanya des de 1929, del PSOE valencià des del 1931 i de la UGT el 1932, fou jutge d'instrucció de l'Audiència de València. Des de 1925 també fou col·laborador del setmanari socialista El Obrero.
De 1933 a 1936 fou secretari general de les Joventuts Socialistes d'Espanya a València, de 1933 a 1934 fou subsecretari de la Federació Provincial Socialista Valenciana i de 1933 a 1935 secretari del Sindicat d'Oficis Diversos de la UGT. Va formar part del Comitè Revolucionari de València durant els fets de l'octubre de 1934.
Fou elegit diputat a les eleccions generals espanyoles de 1936 per la província de València dins les llistes del Front Popular. En acabar la guerra civil espanyola es va exiliar a Mèxic, on hi va arribar a bord del vaixell Nyassa l'octubre de 1942. Hi va col·laborar a La Nostra Revista i a Senyera, publicació de la Casa de València de Mèxic.